# Dutch Open 1972
Die Dutch Open 1972 im Badminton fanden vom 11. bis zum 13. Februar 1972 in der Duinwijckhal in Haarlem statt.

## Titelträger
| Disziplin    | Sieger                         |
| ------------ | ------------------------------ |
| Herreneinzel | Sture Johnsson                 |
| Dameneinzel  | Eva Twedberg                   |
| Herrendoppel | Erland Kops Svend Pri          |
| Damendoppel  | Judy Hashman Gillian Gilks     |
| Mixed        | Roland Maywald Brigitte Steden |

## Finalresultate
| Disziplin    | Sieger                         | Finalist                              | Ergebnis                             |
| ------------ | ------------------------------ | ------------------------------------- | ------------------------------------ |
| Herreneinzel | Sture Johnsson                 | Svend Pri                             | 15–8, 15–2                           |
| Dameneinzel  | Eva Twedberg                   | Irmgard Gerlatzka                     | 11–6, 10–12, 1–5 nicht weitergeführt |
| Herrendoppel | Erland Kops Svend Pri          | Elliot Stuart Derek Talbot            | 15–6, 11–15, 15–7                    |
| Damendoppel  | Judy Hashman Gillian Gilks     | Irmgard Gerlatzka Marieluise Wackerow | 18–16, 15–5                          |
| Mixed        | Roland Maywald Brigitte Steden | Wolfgang Bochow Marieluise Wackerow   | w.o.                                 |